# Abra Alto Chorrillos
El Abra Alto Chorrillos, o siemplemente  Abra Chorrillos, es un valle localizado en la quebrada del Toro en el centro de la Provincia de Salta, Argentina. 
Se encuentra entre las localidades de Ingeniero Maury y El Alisal, y es atravesado por el río Rosario.

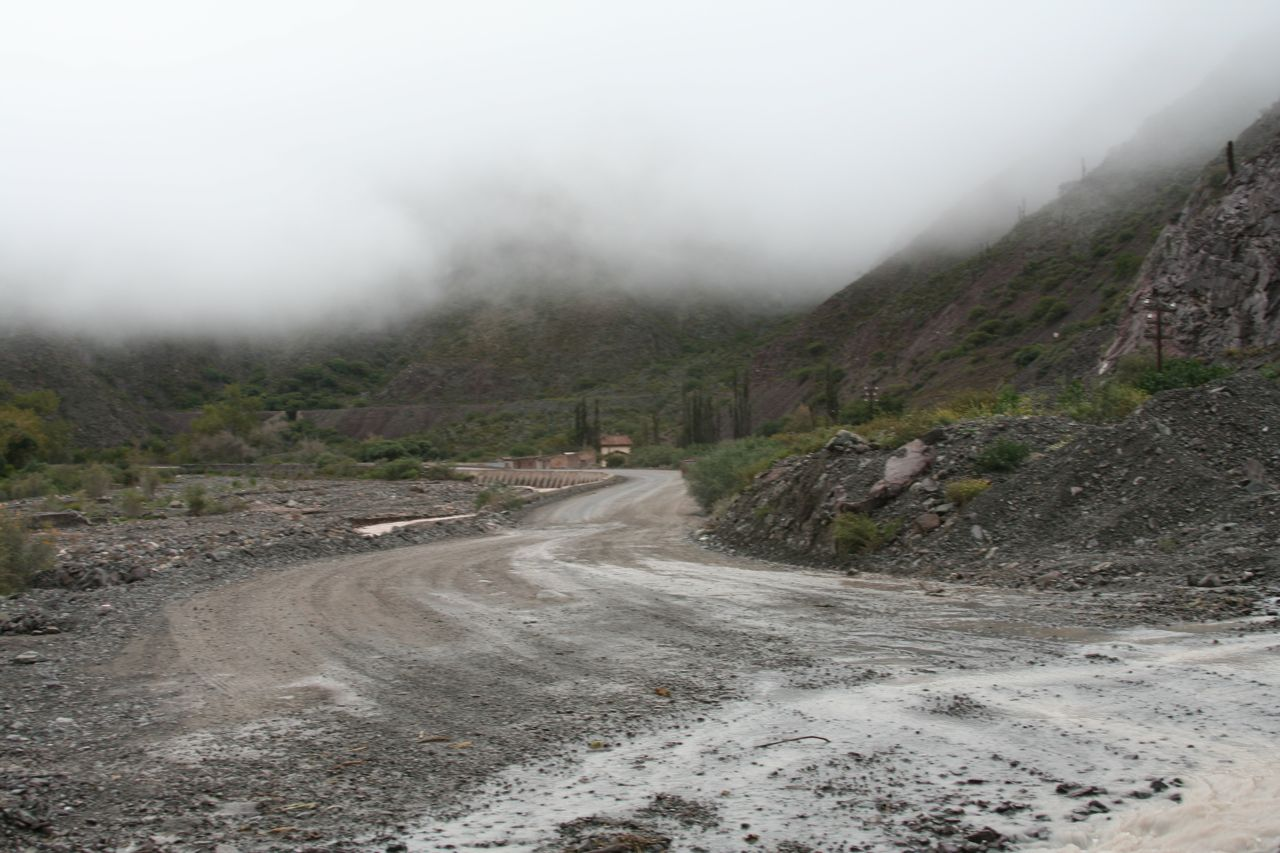
RN51 en cercanías de Abra Alto Chorrillos

Se encuentra a 4.475 m sobre el nivel del mar.